# Jay Hayes
Jay Dennis Hayes (* 14. Juni 1957 in Hartford, Connecticut) ist ein kanadischer Springreiter.
Hayes begann zwölfjährig zu reiten.

## Privates
Nach der Hochzeit mit Shawn Carpenter, mit der er drei Töchter hat, zog er nach Kanada und nahm 1985 die kanadische Staatsbürgerschaft an. Die Familie lebt in Orangeville (Ontario).
Der Springreiter Mac Cone ist sein Schwager.

## Pferde (Auszug)
- Zucarlos, Hengst
- Diva

## Erfolge

### Championate
- Olympische Spiele
  - 1992, Barcelona: 9. Platz mit der Mannschaft
  - 2000, Sydney: 9. Platz mit der Mannschaft und 63. Platz im Einzel